# 塞隆山脈

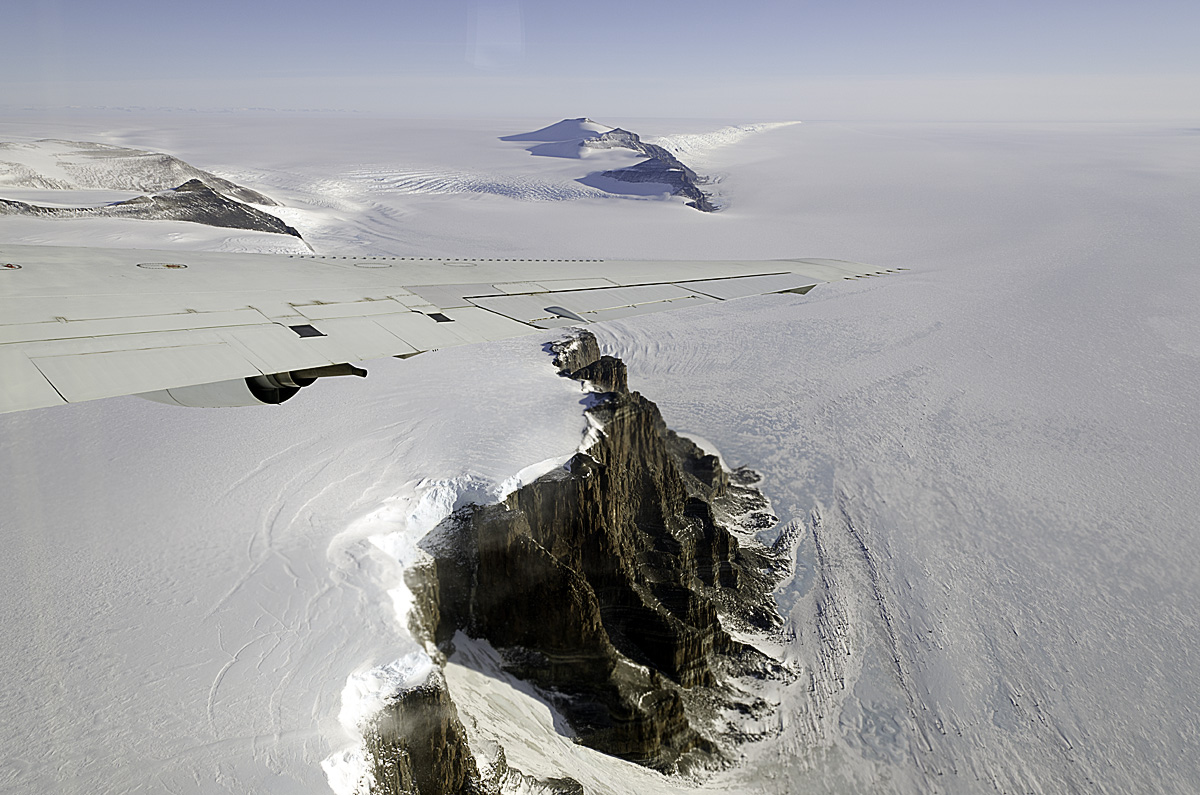

79°05′S 028°15′W / 79.083°S 28.250°W
塞隆山脈（英語：Theron Mountains）是南極洲的山脈，位於科茨地，處於龍尼-菲爾希納冰架東岸，全長45公里，最高點海拔高度1,175米，在1956年由英聯邦探險隊發現。